# Френк Ланджелла
Френк Ланджелла (англ. Frank Langella; 1 січня 1938) — американський актор. Триразовий лауреат премії «Тоні», номінант на премії «Оскар», «Золотий глобус» і BAFTA.

## Біографія
Френк Ланджелла народився 1 січня 1938 року в місті Байонн, штат Нью-Джерсі, в сім'ї італо-американців Анджеліни і Френка Ланджелли-старшого. У 1955 році вся сім'я переїхала в муніципалітет Саут-Оранж. У 1959 році закінчив Сіракузький університет зі ступенем бакалавра мистецтв.

## Кар'єра
У 1975 році Ланджелла став лауреатом першої премії «Тоні» за роль Леслі у виставі за мотивами однойменного роману Едварда Олбі «Морський пейзаж». Згодом актор здобув ще дві: за роль Флегонта Тропачева у виставі «Щастя дурня» за п'єсою Івана Тургенєва «Нахлібник» і за роль Річарда Ніксона в спектаклі «Фрост проти Ніксона».
У 2008 році Ланджелла був номінований на премії «Оскар», «Золотий глобус» і BAFTA за роль того ж Річарда Ніксона в екранізації п'єси «Фрост проти Ніксона».

## Особисте життя
З 14 червня 1977 по 1996 рік Френк Ланджелла був одружений з Рут Вейл, народилося двоє дітей. Потім жив з актрисою Вупі Голдберг до березня 2001 року.

## Фільмографія
| Рік       |    | Українська назва                    | Оригінальна назва                 | Роль                      |
| --------- | -- | ----------------------------------- | --------------------------------- | ------------------------- |
| 1970      | ф  |                                     | Diary of a Mad Housewife          | Джордж                    |
| 1970      | ф  | 12 стільців                         | The Twelve Chairs                 | Остап Бендер              |
| 1971      | ф  | Будинок під деревами                | La Maison sous les arbres         | Філіп                     |
| 1972      | ф  |                                     | The Wrath of God                  | Де Ла Плата               |
| 1974      | тф | Знак Зорро                          | The Mark of Zorro                 | Дон Дієго Вега            |
| 1979      | ф  | Дракула                             | Dracula                           | граф Дракула              |
| 1980      | ф  |                                     | Those Lips, Those Eyes            | Гаррі Кристал             |
| 1981      | ф  |                                     | Sphinx                            | Ахмед                     |
| 1986      | ф  |                                     | The Men's Club                    | Гарольд                   |
| 1987      | ф  | Володарі Всесвіту                   | Masters of the Universe           | Скелетор                  |
| 1988      | ф  |                                     | And God Created Woman             | Джеймс                    |
| 1991      | ф  |                                     | True Identity                     | Леланд Карвер             |
| 1992      | ф  | 1492: Завоювання раю                | 1492: Conquest of Paradise        | Сантанхель                |
| 1993      | ф  | Сукупність доказів                  | Body of Evidence                  | Джеффрі Ростон            |
| 1993      | ф  | Дейв                                | Dave                              | Боб Александр             |
| 1994      | тф | Зброя судного дня                   | Doomsday Gun                      | Джеральд Булл             |
| 1994      | ф  | Сканування мозку                    | Brainscan                         | детектив Хайден           |
| 1994      | ф  | Джуніор                             | Junior                            | Ной Бейнс                 |
| 1995      | ф  | Погана компанія                     | Bad Company                       | Вік Граймс                |
| 1995      | ф  | Острів горлорізів                   | Cutthroat Island                  | Дуглас Браун              |
| 1995      | тф | Пророк Мойсей: Вождь-визволитель    | Moses                             | Мернептах                 |
| 1997      | ф  | Лоліта                              | Lolita                            | Клер Квілті               |
| 1998      | ф  | Солдатики                           | Small Soldiers                    | Арчер                     |
| 1999      | ф  | Дев'ята брама                       | The Ninth Gate                    | Борис Балкан              |
| 2000      | тф | Ясон та аргонавти                   | Jason and the Argonauts           | цар Еет                   |
| 2000      | ф  |                                     | Stardom                           | Блейн де Кастільон        |
| 2001      | ф  | Солодкий листопад                   | Sweet November                    | Едгар Прайс               |
| 2003      | с  | Закон і порядок: Спеціальний корпус | Law & Order: Special Victims Unit | Ел Бейкер                 |
| 2004      | ф  | Таємниці минулого                   | House of D                        | Дункан                    |
| 2005      | ф  | Добраніч, та нехай щастить          | Good Night, and Good Luck.        | Вільям С. Пейлі           |
| 2005—2006 | с  |                                     | Kitchen Confidential              | Піно                      |
| 2006      | ф  | Повернення Супермена                | Superman Returns                  | Перрі Вайт                |
| 2008      | ф  | Фрост проти Ніксона                 | Frost/Nixon                       | Річард Ніксон             |
| 2008      | мф |                                     | The Tale of Despereaux            | мер                       |
| 2009      | ф  | Посилка                             | The Box                           | Арлінгтон Стюард          |
| 2010      | ф  | Волл-стріт: гроші не сплять         | Wall Street: Money Never Sleeps   | Льюїс Зейбел              |
| 2010      | ф  | Все найкраще                        | All Good Things                   | Сенфорд Маркс             |
| 2011      | ф  | Невідомий                           | Unknown                           | Родні Коул                |
| 2012      | ф  | Робот і Френк                       | Robot & Frank                     | Френк                     |
| 2012      | ф  |                                     | The Time Being                    | Ворнер Дакс               |
| 2013      | тф | Найвеличніший бій Мухаммеда Алі     | Muhammad Ali's Greatest Fight     | Воррен Бергер             |
| 2014      | ф  | Одна мільярдна частка               | Parts Per Billion                 | Енді                      |
| 2014      | ф  | Ной                                 | Noah                              | Ог                        |
| 2014      | ф  | День драфту                         | Draft Day                         | Ентоні Моліна             |
| 2014      | ф  | Принцеса Монако                     | Grace of Monaco                   | Френсіс Такер             |
| 2014      | мф | Пророк                              | The Prophet                       | Паша                      |
| 2015—2017 | с  | Американці                          | The Americans                     | Гебріел                   |
| 2016      | ф  | Капітан Фантастік                   | Captain Fantastic                 | дідусь                    |
| 2016      | ф  |                                     | Youth in Oregon                   | Реймонд Енгерсол          |
| 2016      | тф |                                     | All the Way                       | Річард Рассел-молодший    |
| 2017      | вг | Destiny 2                           | Destiny 2                         | Консул                    |
| 2018      | мс | Американський тато!                 | American Dad!                     | Френсіс Горностай (голос) |
| 2018—2020 | с  | Жартую                              | Kidding                           | Себ                       |
| 2020      | ф  | Суд над чиказькою сімкою            | The Trial of the Chicago 7        | суддя Джуліус Хоффман     |